# José Facundo Castillo Cisneros
José Facundo Castillo Cisneros (Cravo Norte, 5 de agosto de 1975) es un político colombiano, miembro de Cambio Radical, quien se desempeñó como Gobernador del Departamento de Arauca en dos mandatos.

## Biografía
Nacido en Cravo Norte, en agosto de 1975, es hijo de Nicanor Castillo y de Luisa Cisneros, siendo el octavo de trece hermano. Realizó su educación primaria en su municipio natal y su educación secundaria en Arauca.
Estudió Medicina en la Fundación Universitaria San Martín, de donde se graduó en 2001 con el título de Médico General. En 2005 obtuvo una especialización en Gerencia en Servicios de la Salud de la Universidad Cooperativa de Colombia y en 2009 una especialización en Auditoría de Gestión de Entidades Territoriales de la Universidad Externado de Colombia.
Comenzó sus vida laboral en 2002 como Médico General del Hospital San Vicente de Arauca, sitio que llegó a dirigir entre 2005 y 2009. Fue contratista de varias IPS de Arauca.
En 2012, sin experiencia política, se postuló, con éxito, como candidato a la Gobernación de Arauca. Su gestión, que se extendió hasta 2015, fue calificada como una de las mejores diez del país. Político populista, fue conocido por sus extensas y costosas obras públicas.
En las elecciones de 2015, aunque no disputó ningún cargo político, impuso a su candidato, Ricardo Alvarado Bestene, como nuevo gobernador, además de impulsar a los electos alcaldes de Arauca y Tame y a 4 de los 12 diputados de la Asamblea de Arauca. Sin embargo, Alvarado se desmarcó de Castillo tras hacerse con el poder.
En las elecciones legislativas de 2018 fue candidato a la Cámara de Representantes por el Partido Cambio Radical; aunque obtuvo 21.114 votos, no logró ser electo. Durante las elecciones presidenciales de 2018, fue el Jefe de Campaña en Arauca de la candidatura del exvicepresidente Germán Vargas Lleras.
En las elecciones regionales de 2019, se postuló de nuevo como candidato a la Gobernación de Arauca, con el apoyo de la Coalición Unidos por Arauca, conformada por el Partido Cambio Radical, el Partido Social de Unidad Nacional, el Movimiento Alternativo Indígena y Social y Colombia Renaciente, así como el apoyo de la Alianza Social Independiente y el partido Unión Patriótica. Resultó elegido con 46.509 votos.
Asumió su segundo mandato el 1 de enero de 2020, con mayoría absoluta en la Asamblea Departamental y con 5 de los 7 alcaldes del Departamento a su favor. Gobernó hasta el 20 de octubre del 2021, cuando Castillo Cisneros fue capturado por el Cuerpo Técnico de Investigación (CTI) de la Fiscalía, acusado de haber entregado la contratación de la Gobernación de Arauca a personas relacionadas con el Ejército de Liberación Nacional ELN entre los años 2012 y 2021. Según el CTI, Castillo Cisneros habría pactado acuerdos financieros con integrantes del frente Domingo Laín Sáenz del ELN para permitirles acciones delictivas a cambio de logística y protección militar. La imputación contra Castillo Cisneros incluye concierto para delinquir, financiación de terrorismo y de grupos de delincuencia organizada y administración de recursos relacionados con actividades terroristas y de la delincuencia organizada, así como contrato sin cumplimiento de requisitos legales y peculado por apropiación agravado. En su reemplazo asumió temporalmente la Secretaria de Desarrollo, Erika Parales Pérez, y, finalmente el 27 de noviembre fue designado el general Alejandro Navas Ramos como su sucesor oficial.
Considerado una especie de "caudillo político" en Arauca, es considerado el sucesor político de Julio Enrique Acosta Bernal, gobernador de Arauca entre 2004 y 2007.

### Otras controversias
En octubre de 2019, cuando era candidato por segunda vez a la Gobernación, la Procuraduría formuló una hoja de cargos contra Castillo Cisneros, acusado de irregularidades en un convenio de $240 millones de pesos, firmado cuando él era gobernador por primera vez.
Caracol Radio informó que, para mayo de 2019, cursaban 70 investigaciones en la Fiscalía General, la Contraloría General y la Procuraduría, en contra de Castillo.
En abril de 2020, durante su segundo mandato como gobernador, las ya mencionadas entidades le impusieron medida cautelar y abrieron un juicio fiscal por irregularidades de $1.050 millones de pesos en contratos firmados durante la Pandemia de COVID-19, los cuales tenían como fin la compra de alimentos para la población vulnerable.